# A Suitable Boy
A Suitable Boy é um romance de Vikram Seth, publicado em 1993. Com 1.349 páginas (1.488 páginas em brochura), o livro em inglês é um dos romances mais longos publicados em um único volume.
A Suitable Boy se passa na Índia pós-independência e pós-partição. O romance acompanha quatro famílias durante 18 meses e se concentra nos esforços da Sra. Rupa Mehra para arranjar o casamento de sua filha mais nova, Lata, com um "rapaz adequado". Lata é uma estudante universitária de 19 anos que se recusa a ser influenciada por sua mãe dominadora ou seu irmão teimoso, Arun. Sua história gira em torno da escolha que ela é forçada a fazer entre seus pretendentes Kabir, Haresh e Amit.
Começa na cidade fictícia de Brahmpur, localizada ao longo do Ganges. Patna, Brahmpur, juntamente com Calcutá, Déli, Lucknow e outras cidades indianas, formam um cenário colorido para as histórias emergentes.
O romance oferece alternadamente análises satíricas e sérias de questões políticas nacionais no período que antecedeu a primeira eleição nacional pós-independência de 1952, incluindo conflitos entre hindus e muçulmanos, o status de povos de castas inferiores, como os jatav, reformas agrárias e o eclipse dos príncipes e proprietários feudais, assuntos acadêmicos, abolição do sistema Zamindari, relações familiares e uma série de outras questões importantes para os personagens.[carece de fontes?]
O romance é dividido em 19 partes, cada uma delas geralmente focando em uma subtrama diferente. Cada parte é descrita em forma de dístico rimado na página de conteúdo.

## Resumo do enredo
Em 1950, Lata Mehra, de 19 anos, comparece ao casamento de sua irmã mais velha, Savita, com Pran Kapoor, um professor universitário. A mãe de Lata, a Sra. Rupa Mehra, diz que é hora de Lata se casar também, o que Lata desconsidera, pois pretende se concentrar em seus estudos de literatura inglesa. Mesmo assim, a Sra. Rupa Mehra começa a tentar atrair amigos e familiares para encontrar um garoto adequado para Lata.
Enquanto se prepara para os exames na Universidade de Brahmpur, Lata é abordada diversas vezes por um garoto da sua idade chamado Kabir. Os dois começam a se encontrar em segredo e, depois de um tempo, Lata sente que está apaixonada por ele. Querendo saber mais sobre ele, Lata pede a Malati, sua melhor amiga, para tentar descobrir informações sobre ele. Pouco depois, Malati telefona para Lata e informa que Kabir, cujo sobrenome é "Durrani", é muçulmano. Lata fica horrorizada ao perceber que sua mãe jamais permitiria que ela, uma hindu, se casasse com um rapaz muçulmano. A Sra. Rupa Mehra descobre os encontros de Lata com Kabir e a confronta, fazendo planos para levar Lata imediatamente para Calcutá, onde seu irmão mais velho, Arun, mora. Na manhã seguinte, Lata sai furtivamente para encontrar Kabir e implora desesperadamente para que ele fuja com ela, mas ele se recusa, dizendo que seria tolice fazer isso. Sentindo-se desolada, Lata concorda em ir para Calcutá com sua mãe.

...(R)eviewers e críticos compararam-no frequentemente a Guerra e Paz de Tolstói, bem como a ficções de romancistas britânicos de mais de um século atrás, incluindo Middlemarch de George Eliot, Bleak House de Charles Dickens, Vanity Fair de William Makepeace Thackeray, Tom Jones de Henry Fielding e Clarissa de Samuel Richardson.

Na estação de trem, Lata é vista por Haresh Khanna, um ambicioso fabricante de calçados que está envolvido em negócios com Kedarnath Tandon, marido da irmã mais velha de Pran, Veena. Ele fica intrigado com a beleza e a tristeza dela.
Em Calcutá, Lata fica surpresa ao se ver aproveitando o tempo com seu irmão e sua esposa Meenakshi. Ela conhece a excêntrica família de Meenakshi, os Chatterjis, e cria laços com o irmão mais velho de Meenakshi, Amit, um poeta educado na Inglaterra que está sob pressão da família para se casar. Embora Amit inicialmente pretenda apenas ser amigável com Lata como membro de sua família extensa, ele começa a considerá-la como uma possível esposa. A Sra. Rupa Mehra fica horrorizada ao perceber que Amit e Lata podem estar pensando em casamento, pois ela não gosta de Meenakshi e, portanto, desaprova os Chatterjis. Ela vai para Déli para renovar seus esforços para encontrar um cônjuge para Lata. Por acidente, ela é apresentada a Haresh Khanna e decide que ele é adequado para Lata. Apesar de estar apaixonado por outra mulher (com quem não pode se casar devido à objeção da família dela), Haresh concorda em conhecer Lata. Lata acha a ideia de se casar com Haresh ridícula, mas mesmo assim se diverte com ele e lhe dá permissão para escrever para ela.
Ao voltar para casa, ela ouve que Kabir estava envolvido na reunião de sua cunhada Veena com seu filho pequeno depois que uma debandada em massa os separou. No entanto, ela jura esquecer Kabir, apenas para se surpreender quando ambos são escalados para a produção universitária de Noite de Reis. Durante os ensaios, seu cunhado Pran é hospitalizado, e sua esposa Savita dá à luz. Lata assume um papel mais proeminente ao cuidar de sua irmã e sobrinha, o que a faz perceber que sua mãe está apenas tentando garantir sua felicidade e segurança. Ela começa a se corresponder mais calorosamente com Haresh e, apesar de ainda se sentir atraída por Kabir, diz a ele que não está mais interessada em se casar com ele.
Haresh perde seu emprego de gerente na fábrica de calçados, mas consegue uma posição inferior como capataz na fábrica de calçados de Praga, com a promessa de ascensão social. Sua nova circunstância não impressiona Arun e Meenakshi, que também são tendenciosos contra ele, pois sabem da atração de Amit por Lata e querem encorajar esse encontro.
No ano novo, a família Mehra viaja novamente para Calcutá para passar um tempo com Arun e Meenakshi e se reconectar com Haresh. Em uma partida de críquete, Haresh, Kabir e Amit se encontram e reconhecem que são vagamente conhecidos, mas não percebem que todos estão, de uma forma ou de outra, cortejando Lata. Kabir está em Calcutá tentando criar coragem para falar com Lata, mas não consegue e Lata recebe uma carta de sua melhor amiga informando que Kabir foi visto em uma conversa íntima com outra mulher. Haresh é mais persistente em seu namoro com Lata, mas depois que ela o chama de mau, ele se ofende e o relacionamento deles chega a um impasse.
No ano novo, a convite de Kabir, Amit vem falar na escola de Lata. Ela se reconecta com Kabir e descobre que a informação de que ele estava cortejando outra mulher era falsa. No entanto, ela lhe diz que está escrevendo seriamente para Haresh e que está pensando seriamente em se casar com ele. Amit também aproveita a oportunidade para propor casamento a Lata mais seriamente. Lata encontra Kabir uma última vez e percebe que a paixão que sente por ele não é a base para um bom casamento. Depois de receber uma carta de desculpas de Haresh renovando sua oferta de casamento e uma segunda carta de Arun, encorajando-a fortemente a rejeitar Haresh, Lata decide de uma vez por todas se casar com Haresh.
Simultaneamente à trama principal está a história de Maan Kapoor, irmão de seu cunhado Pran. Maan é o irresponsável filho mais novo do respeitado político Mahesh Kapoor, Ministro da Receita do estado. Em uma celebração de Holi, Maan vê a cantora cortesã, Saeeda Bai, se apresentar. Ele visita a casa dela e começa a cortejá-la. Eles se tornam amantes. Mais tarde, Saeeda Bai sente que seus sentimentos por ele estão interferindo em seu trabalho e reputação. Ela o manda embora com o professor de urdu de sua irmã mais nova, Tasneem, Rasheed, para sua aldeia remota, sob o pretexto de querer que Maan aprenda urdu perfeitamente. Maan passa o tempo conhecendo a família de Rasheed, que é politicamente influente, mas imoral e corrupta.
Quando Maan retorna a Brahmpur, ele retoma seu caso de amor com Saeeda Bai e ganha o favor de seu pai, que decide concorrer novamente ao cargo onde a família de Rasheed mora. Depois de fazer campanha com seu pai, Maan retorna à casa de Saeeda Bai, onde vê seu amigo Firoz e acredita, pelos comentários velados de Saeeda Bai, que os dois estão tendo um caso de amor pelas costas dele. Na realidade, Firoz veio propor casamento a Tasneem, quando Saeeda Bai revela que Tasneem é na verdade sua filha secreta e meia-irmã de Firoz. Na confusão que se seguiu, Maan esfaqueia Firoz em um ataque de ciúmes. O escândalo que se seguiu fez com que seu pai perdesse o assento e sua mãe morresse após uma série de derrames.
No entanto, quando Firoz se recupera, ele insiste que o esfaqueamento foi causado por sua própria falta de jeito e seu amigo Maan se torna um homem livre.
O casamento entre Lata e Haresh acontece com alegria para todos, exceto Kabir, que é convidado, mas não comparece. Poucos dias depois, Lata e Haresh pegam um trem para a casa dele para começar uma nova vida juntos.

## Personagens deA Suitable Boy
Quatro árvores genealógicas são fornecidas no início do romance para ajudar os leitores a acompanhar as complicadas redes familiares interligadas:
- Os Mehras

Árvore genealógica combinada

  - Sra. Rupa Mehra, uma mãe em busca de um menino adequado para sua filha mais nova
  - Raghubir Mehra, seu falecido marido
    - Arun, filho mais velho da Sra. Mehra (casado com Meenakshi Chatterji)
      - Aparna, filha de Arun e Meenakshi

    - Varun
    - Savita (casada com Pran Kapoor)
      - Uma Kapoor, filha de Savita e Pran

    - Lata, cujo casamento arranjado constitui a base da trama principal
- Os Kapoors
  - Sr. Mahesh Kapoor (Ministro da Receita do Estado) e Sra. Mahesh Kapoor
    - Veena (casada com Kedarnath Tandon)
      - Bhaskar Tandon, filho de Veena e Kedarnath

    - Pran (casado com Savita Mehra)
    - Maan
- Os Khans
  - O Nawab Sahib de Baitar
    - Zainab, sua filha
      - Hassan e Abbas, seus filhos

    - Imtiaz, um médico
    - Firoz, um advogado

  - Ustad Majeed Khan, um músico famoso, parentesco com a família (se houver) não especificado
  - Begum Abida Khan, política (cunhada do Nawab Sahib)
- Os Chatterjis
  - Senhor Juiz Chatterji e Sra.
    - Amit, filho mais velho e poeta e autor aclamado internacionalmente. Um interesse amoroso proeminente de Lata
    - Meenakshi (casada com Arun Mehra)
    - Dipankar
    - kakoli
    - Tapan

Alguns outros personagens proeminentes, não mencionados acima, incluem:
- Dr. Durrani, matemático da universidade onde Kabir e Lata estudam
  - Kabir Durrani, interesse amoroso de Lata e centro de um dos temas principais do romance. Kabir é um jogador de sucesso no time de críquete da universidade. Lata e Kabir têm um namoro breve e intenso, com ramificações que ecoam pelo resto do romance.
  - Hashim Durrani, irmão de Kabir
- Haresh Khanna, um empresário de calçados empreendedor e determinado, que também é o interesse amoroso da heroína
- Nehru
- Malati, melhor amiga de Lata
- Sra. Tandon
  - Kedarnath Tandon (casado com Veena Kapoor)
- Saeeda Bai, cortesã e musicista
- Tasneem, membro da família de Saeeda Bai
- Bibbo, servo da casa de Saeeda Bai
- Rasheed, aluno da Universidade de Brahmpur; professor de urdu de Tasneem
- Ishaq, tocador de sarangi
- SS Sharma, Ministro-chefe
- Agarwal, Ministro do Interior
  - Priya, sua filha (casada com Ram Vilas Goyal)
- Simran, uma mulher Sikh e antigo interesse amoroso de Haresh Khanna
- Kalpana Gaur, amigo da família Mehra
- Billy Irani, amigo de Arun Mehra, mais tarde tem um caso com Meenakshi
  - Shireen, sua noiva
- Bishwanath Bhaduri
- Abdus Salam
- Raja de Marh
  - Rajkumar de Marh, seu filho
- Dr. Bilgrami
- Professor Mishra, um professor de inglês
- Dra. Ila Chattopadhay, professora de inglês
- Hans, um diplomata austríaco
- O Guppi, habitante de Salimpur
- Netaji, tio de Rasheed
- Sahgal
- Makhijani, poeta indulgente
- Sandeep Lahiri
- Waris, servo do Forte Baitar e compete com Mahesh Kapoor na Eleição Geral
- O Munshi, responsável pelo Forte Baitar
- Jagat Ram, um sapateiro
- Badrinath
- Dr. Kishen Chand Seth
- O professor Nowrojee, que dirige o clube literário universitário frequentado por Kabir e Lata
- Sunil Patwardhan, matemático da Universidade Brahmpur
- Parvati, madrasta da Sra. Rupa Mehra

## Desenvolvimento
Seth afirmou que a maior influência na escrita de A Suitable Boy foi o romance chinês de cinco volumes do século XVIII, A História da Pedra, de Cao Xueqin.

## Possível continuação
Uma continuação, chamada A Suitable Girl, estava prevista para ser publicada em 2017. Em agosto de 2023, isso ainda não havia sido publicado. Num artigo publicado no Khaleej Times em 4 de novembro de 2019, Vikram Seth foi citado dizendo que ainda não havia elaborado um final para o livro.

## Pessoas e eventos reais
- Para o personagem Tapan, o mais novo da família Chatterjee, Seth se baseou em suas próprias experiências de bullying na Escola Doon, na Índia.[8]
- A Praha Shoe Company do romance é inspirada na Bata Shoes.
- Pul mela é baseado no Festival Kumbh, que acontece em Sangam, Allahabad.

## Recepção crítica
Em 5 de novembro de 2019, a BBC News incluiu A Suitable Boy em sua lista dos 100 romances mais inspiradores.
O Independent escreveu que "o movimento e a música da escrita em A Suitable Boy levam tempo para serem absorvidos, mas sua doçura discreta e poderosamente racional acabam obrigando o leitor a sua maneira de ver".
Daniel Johnson escreveu no The Times: "A Suitable Boy não é apenas um dos romances mais longos em inglês: também pode provar ser o trabalho mais fecundo e mais prodigioso da segunda metade deste século - talvez até mesmo o livro que restaurará a fé do público leitor sério no romance contemporâneo. Tenho poucas dúvidas de que... Vikram Seth já é o melhor escritor de sua geração", enquanto Eugene Robinson do Washington Post comparou Seth favoravelmente a Tolstói.
Christopher Hitchens, na Vanity Fair, fez uma crítica brilhante ao romance, dizendo que a prosa "tem uma leveza e transparência enganosas".
O livro estava entre os concorrentes em uma lista de 2014 do The Telegraph dos 10 maiores romances asiáticos de todos os tempos, e Emma Lee-Potter do The Independent o listou como um dos 12 melhores romances indianos.

## Adaptação
Uma série de seis partes adaptada do romance e intitulada A Suitable Boy, dirigida por Mira Nair, escrita por Andrew Davies e estrelada por Tabu, Ishaan Khatter, Tanya Maniktala e Rasika Dugal, foi transmitida pela BBC One no Reino Unido a partir de 26 de julho de 2020. A produção é o primeiro drama histórico da BBC com um elenco totalmente composto por pessoas de cor, exceto pelo cantor de ópera austríaco Thomas Weinhappel como 'Hans'. A série está sendo transmitida pela Acorn TV nos Estados Unidos e Canadá e pela Netflix em outros territórios.